# Strawberry Time
〈Strawberry Time〉은 일본의 가수 마츠다 세이코의 23번째 싱글로, 1987년 4월 22일 발매되었다.(7" Vinyl: 07SH-1926) 곡의 작사는 마츠모토 타카시, 작곡은 도바시 아키오(土橋安騎夫), 편곡은 오무라 마사아키(大村雅朗)가 맡았다. B사이드 곡은 〈벨벳 플라워〉(ベルベット・フラワー 베루벳토 프라와[*])이며, 작사자는 앞과 동일하고, 작곡은 미타니 야스히로(三谷泰弘), 편곡은 사사지 마사노리(笹路正徳)가 담당했다.
1985년 칸다 마사키(神田正輝)와 결혼하여 입적한 마츠다는 장기간 가수 활동을 중단한다. 1986년 10월 딸 칸다 사야카를 낳았고, 이듬해 〈DANCING SHOES〉로부터 1년 10개월만에 발표한 싱글이 바로 이 작품이다. 이 곡으로 도쿄방송의 《더 베스트텐》에서도 활동했는데, 이 프로그램에 출연하는 것은 약 2년만이다. 이 곡으로 제38회 NHK 홍백가합전에도 출연했다.
1987년 5월 4일자 오리콘 차트에서 처음 1위에 올랐고, 5월 11일과 25일에도 정상을 차지해 도합 3주간 1위를 기록하였다. 5월의 월간 싱글 차트에서도 1위를 기록하기도 했다. 전술했던 《더 베스트텐》에서도 4주간 1위에 올랐으며, 니혼 TV의 《더 톱텐》에서도 1위에 올랐다.

## 수록곡
| #            | 제목                                       | 작사            | 작곡            | 편곡            | 재생 시간 |
| ------------ | ------------------------------------------ | --------------- | --------------- | --------------- | --------- |
| 1.           | 〈〈Strawberry Time〉〉                    | 마츠모토 타카시 | 도바시 아키오   | 오무라 마사아키 | 3:58      |
| 2.           | 〈〈벨벳 플라워〉〉 (ベルベット・フラワー) | 마츠모토 타카시 | 미타니 야스히로 | 사사지 마사노리 | 4:14      |
| 총 재생 시간 | 총 재생 시간                               | 총 재생 시간    | 총 재생 시간    | 총 재생 시간    | 8:12      |